# Atilla Oener
Atilla Oener (* 28. November 1976 in Duisburg) ist ein deutscher Schauspieler.
Der türkischstämmige Schauspieler war seit 2006 in verschiedenen Fernsehproduktionen zu sehen. Eine größere Rolle spielte er in dem Kinofilm Zelle (2007). Daneben spielt er auch Theater. Sein erstes Engagement hatte er am Landestheater Neuss. Im Ballhaus Naunynstraße spielte er 2009 den „eifersüchtigen Christen“ in der beachteten Produktion Nathan Messias.